# Assimilazione (linguistica)
L'assimilazione è un fenomeno che si verifica quando un segmento fonologico modifica il segmento precedente (assimilazione regressiva o anticipatoria) o il segmento successivo (assimilazione progressiva o perseverativa). L'assimilazione può essere parziale se il cambiamento è solo parziale, totale se il cambiamento è totale. Possono considerarsi casi particolari di assimilazione fenomeni come la metafonesi o l'armonia vocalica, con la differenza che in questo caso i segmenti che interagiscono non sono adiacenti.
Il fenomeno esattamente opposto è la dissimilazione.

## Esempi

### Assimilazione totale regressiva
Un esempio di assimilazione totale regressiva può essere in italiano la tipica assimilazione della nasale che si ha nell'unione di un morfema come in a una radice che inizia per sonorante:
- in + raggiungibile > irraggiungibile
- in + logico > illogico
- in + mobile > immobile

In questi casi l'incontro della nasale alveolare con una sonorante (/r/, /l/ o /m/), modifica totalmente l'articolazione del suono.
In diacronia, un esempio è fornito dal passaggio della parola latina factum all'italiano fatto: in questo caso l'occlusiva dentale /t/ modifica completamente il luogo di articolazione della velare /k/ che la precede.
Già l'umanista Leonardo Bruni rilevò fenomeni di assimilazione regressiva in Plauto: ad esempio isse per ipse, oggi esso.

### Assimilazione totale progressiva
Un esempio di assimilazione totale progressiva può essere la parola italiana volli (forma assimilata dal latino volui /'volwi/), nella quale la semivocale /w/ è stata completamente assimilata alla laterale /l/ che la precedeva, che ne ha modificato quindi il luogo e il modo di articolazione.

### Assimilazione parziale regressiva
Un esempio di assimilazione parziale regressiva può essere la parola sbucciare [zbu'tʃːare] in opposizione alla parola spellare [spe'lːare]. In spellare il primo suono (una sibilante /s/) resta una [s] sorda, davanti alla [p] sorda, in sbucciare invece, davanti alla [b] sonora, la /s/ si sonorizza, e diventa [z]; in questo caso l'assimilazione è parziale in quanto il suono /s/ viene modificato ma resta distinto dal suono successivo.

### Assimilazione parziale progressiva
Un esempio di assimilazione parziale progressiva può essere il plurale inglese, ottenuto con il suffisso s. La sibilante è una [s] sorda se segue un suono sordo, diventa invece una [z] sonora se segue un suono sonoro
- dogs [dɔgz] - docks [dɔks]
- cads [kædz] - cats [kæts]

### Assimilazione bidirezionale
Un esempio di assimilazione bidirezionale può essere la parola dal latino amicus [ami:kus] > spagnolo amigo [amiɣo]. Ad influenzare l'occlusiva velare sorda [k] è l'azione esercitata dalle due vocali, quella prima e quella dopo l'elemento modificato. L'azione delle due vocali prima sonorizzano l'occlusiva velare sorda [k] in [g] e poi la spirantizzano ([ɣ]). Questo è un tipico esempio di assimilazione bidirezionale, ovvero sono due gli elementi (quello prima e quello dopo [k] in questo caso) che influenzano l'elemento centrale.